# Марольдсвайзах
Марольдсвайзах (нім. Maroldsweisach) — громада в Німеччині, розташована в землі Баварія. Підпорядковується адміністративному округу Нижня Франконія. Входить до складу району Гасберге.
Площа — 71,87 км2. Населення становить 3235 ос. (станом на 31 грудня 2020).